# Return merchandise authorization
 (juin 2012).
Si vous disposez d'ouvrages ou d'articles de référence ou si vous connaissez des sites web de qualité traitant du thème abordé ici, merci de compléter l'article en donnant les références utiles à sa vérifiabilité et en les liant à la section « Notes et références ».
Pour les articles homonymes, voir RMA.

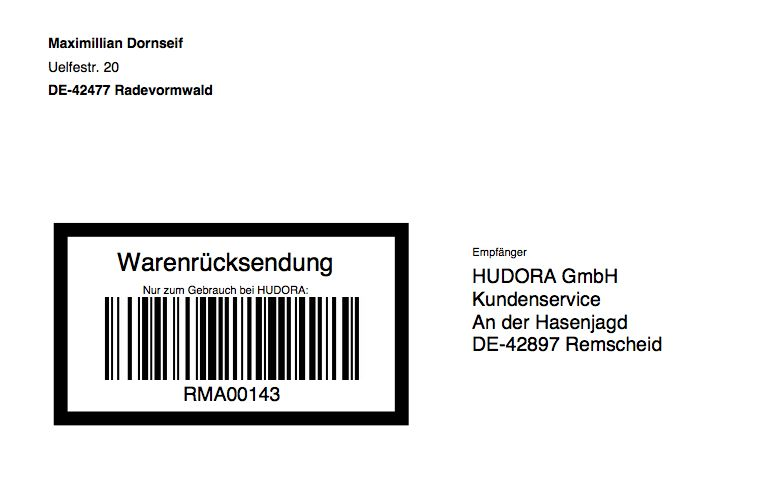
RMA en Allemagne

RMA est l'abréviation des termes anglais return merchandise authorization ou return merchandise agreement (rarement return material authorization) désignant la procédure utilisée par des fabricants ou commerçants pour renvoyer le matériel reçu défectueux, en vue d'une réparation, remplacement ou remboursement par le même fournisseur. La procédure est soumise à une limite de date à réception du produit et de la garantie du produit.